# Société des remontées mécaniques de La Berra
Pour l’article homonyme, voir La Berra.
La Société des remontées mécaniques de La Berra, appelée communément La Berra, est une station des Préalpes fribourgeoises, en Suisse, sur le territoire de la commune de La Roche. Son nom fait référence à La Berra, le sommet du domaine, marqué par un triangle métallique.

## Histoire
Cette station de sports d'hiver a été aménagée sur les pentes de la montagne. Située à une trentaine de minutes de Fribourg, la station est de fait l'une des plus rapides d'accès de la région. C'est en 1934 que le premier téléski est installé à La Berra. Très rudimentaire, il fonctionne alors grâce à un moteur de camion. En 1946, un nouveau téléski permet de monter jusqu'au sommet.
En 1972 puis dans les années qui suivirent, l'ensemble du parc de remontées mécaniques a été rénové, comprenant un télésiège 2 places, six téléskis ainsi qu'un téléski pour débutants. La station offre 1,4 kilomètre de piste de luge (au départ depuis le sommet du télésiège) et 20 kilomètres de pistes de ski alpin, dont une piste de 2 kilomètres peut être enneigée artificiellement grâce à 13 canons à neige.
À partir de 2010, la société et le commune engage un projet de développement de son offre inter-saisons, comme le tracé de pistes de VTT et de sentiers thématiques. Ce projet rencontre l'opposition des associations de défense de la nature.
En décembre 2013, un nouveau télémixte disposant de 80 sièges 4 places et de dix cabines de 8 places à pinces débrayables a été mis en service. Il remplace 3 remontées : le télésiège 2 places, le téléski de la Gormanda et le téléski du Plan des Gouilles. Il possède un débit de 1 500 personnes par heure et permet de relier en près de 7 minutes le parking jusqu'à l'actuel sommet du domaine. Son exploitation est désormais possible aussi en été. En parallèle à ce projet, et pour un budget total de CHF 13,75 millions, l’enneigement mécanique a été agrandi pour atteindre le sommet du domaine.
En 2021, Bruno Sturny devient le directeur de la Société des remontées mécaniques de La Berra.

## Transports
Trois sentiers de raquette à neige ont également été aménagés. Un parking asphalté d'une capacité de 350 places est situé directement en dessous du départ des remontées. Une liaison de transports publics relie le village de La Roche au départ de la station durant les périodes d’exploitation.

## Autres
La station fait partie du Magic Pass, de Valais SkiCard et des RMAF (Remontées mécaniques Alpes FRIBOURG).